# Периферни неуролитички блокови
Периферни неуролитички блокови су облик неуролитичких блокова који укључују намерну повреду нерва смрзавањем или загревањем или применом хемикалија како би се изазвала привремена дегенерација циљаних нервних влакана, што резултује прекидом у преносу сигналног нерва.

## Предуслови
Како хемијска и хируршка неуролиза потенцијално имају веома озбиљне нежељене ефекте, неопходно је темељно познавање релевантне анатомије и механизма којим агенс уништава нервно ткиво. Анатомија зависи од сензорне територије коју треба блокирати. Неуролитички блок се стога теоретски може применити било где дуж сензорног пута. Као последица тога, периферни нерви, симпатички ганглије и дорзални корени су сви примери потенцијалних мета за неуролизу. 
Поступак се може практиковати уз помоћ ултразвука, флуороскопије и/или нервне стимулације. 
Важно је:
- прво извршити прогностички блок са локалним анестетиком како би се проценила његова ефикасност.
- добро познавање анатомије од стране терапеута,

- стална контрола нежељених ефеката,
- правилан избор исправних техника блока.[тражи се извор]

## Опште информације
Неуралгија периферног нерва или периферни неуропатски бол могу бити последица оштећења нерва због различитих етиологија укључујући:
- медицинска стања, као што су дијабетес, инфекције (нпр. постхерпетична неуралгија), болести бубрега,

- компресије нерва као што је укљештење,

- повреде периферног нерва због до трауме,

- пореде нерава раком,

- комбинација свиега н апред наведеног.

Иако стратегије лечења неуралгије обично почињу са фармакотерапијом антинеуропатским лековима као што су агенси за стабилизацију мембране (нпр. габапентин или прегабалин), антиконвулзанти (нпр. карбамазепин, топирамат и ламотригин), антидепресиви (нпр. амитриптилин) и релаксанти мишића (нпр. , баклофен) да би се смањила ексцитабилност периферних нерава и централних веза,  лечење лековима често не даје ефикасне резултате и може изложити пацијента нежељеним ефектима са слабим побољшањем квалитета живота (КоЛ). Због тога је често потребно прибегавати нефармаколошким стратегијама као што су неуролитички блокови. 
Ови приступи, међутим, нису применљиви само када фармаколошке стратегије нису успеле, већ их треба интегрисати у контекст мултимодалних шема. Штавише, неке врсте болних стања, као што је бол због неоплазије панкреаса, морају се нужно лечити применом минимално инвазивних аналгетичких техника, већ на почетку симптома.

## Метода
Периферни неуролитички блокови  или неуролиза подразумева уништавање неурона:
- постављањем игле близу нерва,

- убризгавањем неуродеструктивног хемијског агенса,

- изазивањем оштећења нерва физичким методом као што је хладно (криотерапија) или топлота ( радиофреквентна аблација, РФА).

## Компликације
Ризици повезани са било којом ињекцијом укључују:
- Инфекција на месту ињекције
- Појачано запаљење и бол на месту ињекције
- Крварење и/или модрице
- Повреда крвних судова или нерава
- Алергијска реакција на локални анестетик или друге лекове који се користе током процедуре.

Случајна интраваскуларна ињекција фенола може изазвати тинитус и црвенило. Делимично уништење нерва може изазвати неуритис соматског нерва са накнадном регенерацијом и дисестезијом или хиперестезијом (неуспех процедуре).
Системски нежељени ефекти (нпр. због интраваскуларне ињекције локалног анестетика) укључују мучнину и повраћање, утрнулост ногу која обично траје неколико сати, као и озбиљне нуспојаве као што су стимулација централног нервног система (ЦНС) са нападима и кардиоваскуларне и/ или депресија ЦНС-а до застоја срца и коме.